# Basílica Menor de Sant'Ana
A Basílica Menor de Sant’Ana, localizada na rua Voluntários da Pátria, na região conhecida como Centro de Santana, São Paulo, Brasil. É um dos templos mais importantes da Zona Norte da cidade. 
A igreja foi elevada à dignidade de Basílica Menor pela Santa Sé em comemoração ao jubileu de 125 anos de sua fundação, um reconhecimento que destaca sua relevância histórica, cultural e religiosa para a comunidade local. O título de Basílica Menor é concedido pelo Papa a igrejas que possuem importância especial para a fé católica, sendo um símbolo de proximidade com a Santa Sé e de destaque na vida pastoral da região.

## História
A história da Basílica remonta ao final do século XIX, quando a região de Santana começou a se consolidar como um dos principais bairros da cidade de São Paulo. A igreja foi construída para atender à crescente população católica da área, tornando-se um ponto de referência espiritual e comunitário. A igreja de Sant’Ana foi construída entre 1896 e 1936, é um dos pontos de referência do bairro. Ao longo dos anos, o templo passou por diversas reformas e ampliações, preservando sua arquitetura imponent, que reflete a devoção à padroeira Santa Ana, mãe da Virgem Maria. A pedra fundamental desta igreja foi abençoada em 1º de maio de 1896 pelo então Bispo da Diocese de São Paulo, Dom Joaquim Arcoverde de Albuquerque Cavalcanti, que havia erigido canonicamente o território da Paróquia de Sant'Ana no ano anterior, em 12 de julho. Em 26 de julho de 1908, foi inaugurada a capela-mor da matriz, que compreendia o presbitério e os altares laterais. Já a nave central do templo foi inaugurada em 1924. Na festa da padroeira, em 1941, foi concluída a construção das duas torres e abençoados os três sinos de bronze, por Dom José Gaspar de Affonseca e Silva, então Arcebispo de São Paulo.
Esta basílica da Arquidiocese de São Paulo possui 54,72 metros de comprimento e 32 metros de largura. Abriga algumas relíquias artísticas, como a histórica imagem de Sant'Ana, fabricada no século XVI em terracota pintada, que era do acervo da antiga capela da fazenda que deu origem à paróquia e ao bairro. A maioria das imagens sacras foi confeccionada pelo paroquiano Arthur Pederzolli, incluindo as imagens da padroeira (1933), de Nossa Senhora das Graças e a Via-Sacra. Além disso, o templo possui vitrais que retratam eventos da vida da Virgem Maria e de Sant'Ana. Há também uma pintura do Casamento de São Joaquim e Sant'Ana, do pintor Vicente Maezo. No campanário de uma das torres de 25 metros de altura, há três sinos: o da nota "si" dedicado a São José, o da nota "dó" dedicado a Sant'Ana, e o da nota "ré" a Santa Teresinha do Menino Jesus.
As portas principais da igreja foram esculpidas em madeira por detentos da Penitenciária do Estado de São Paulo, localizada no bairro de Santana.

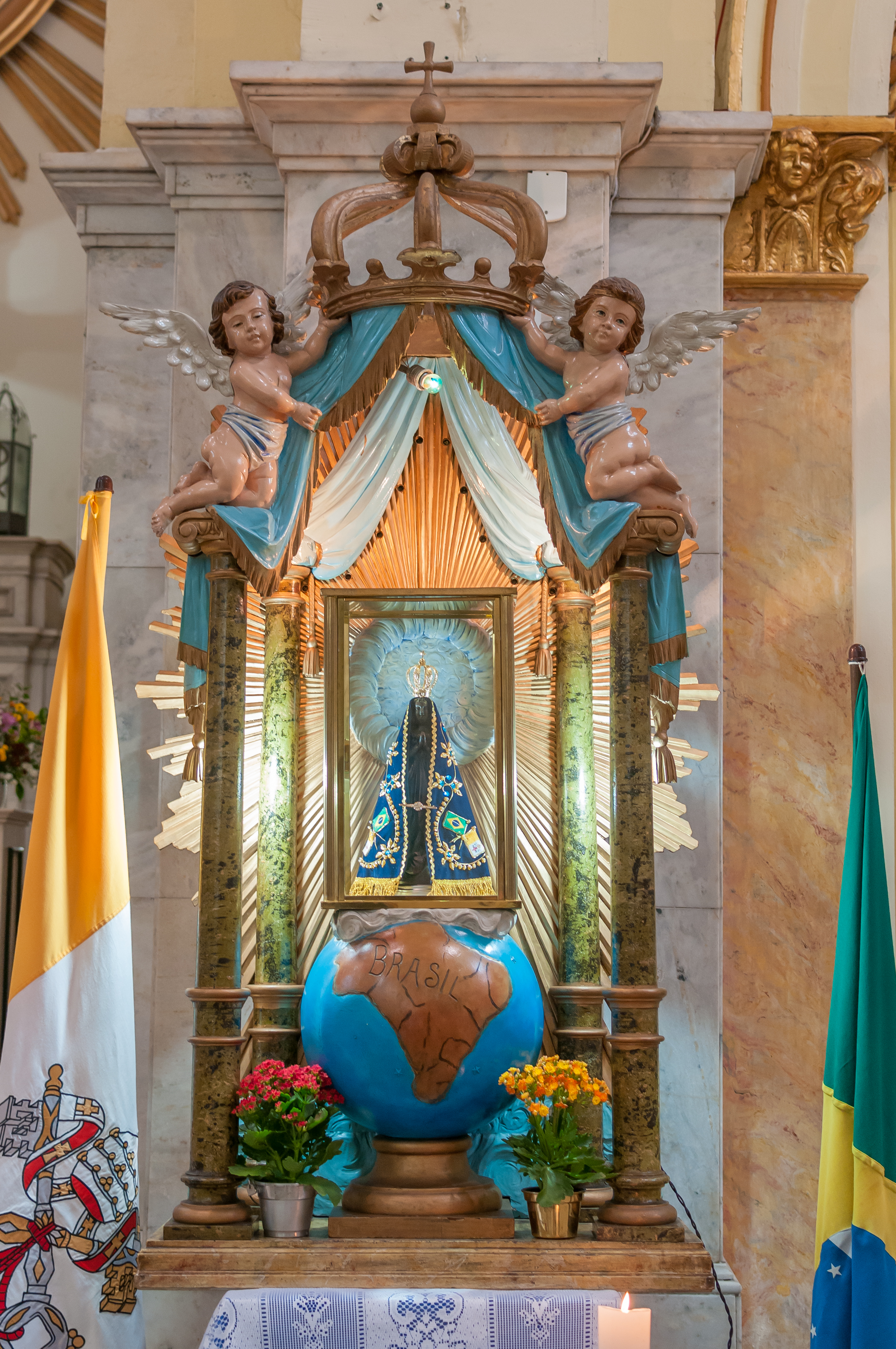
Imagem de N. Sra. Aparecida.

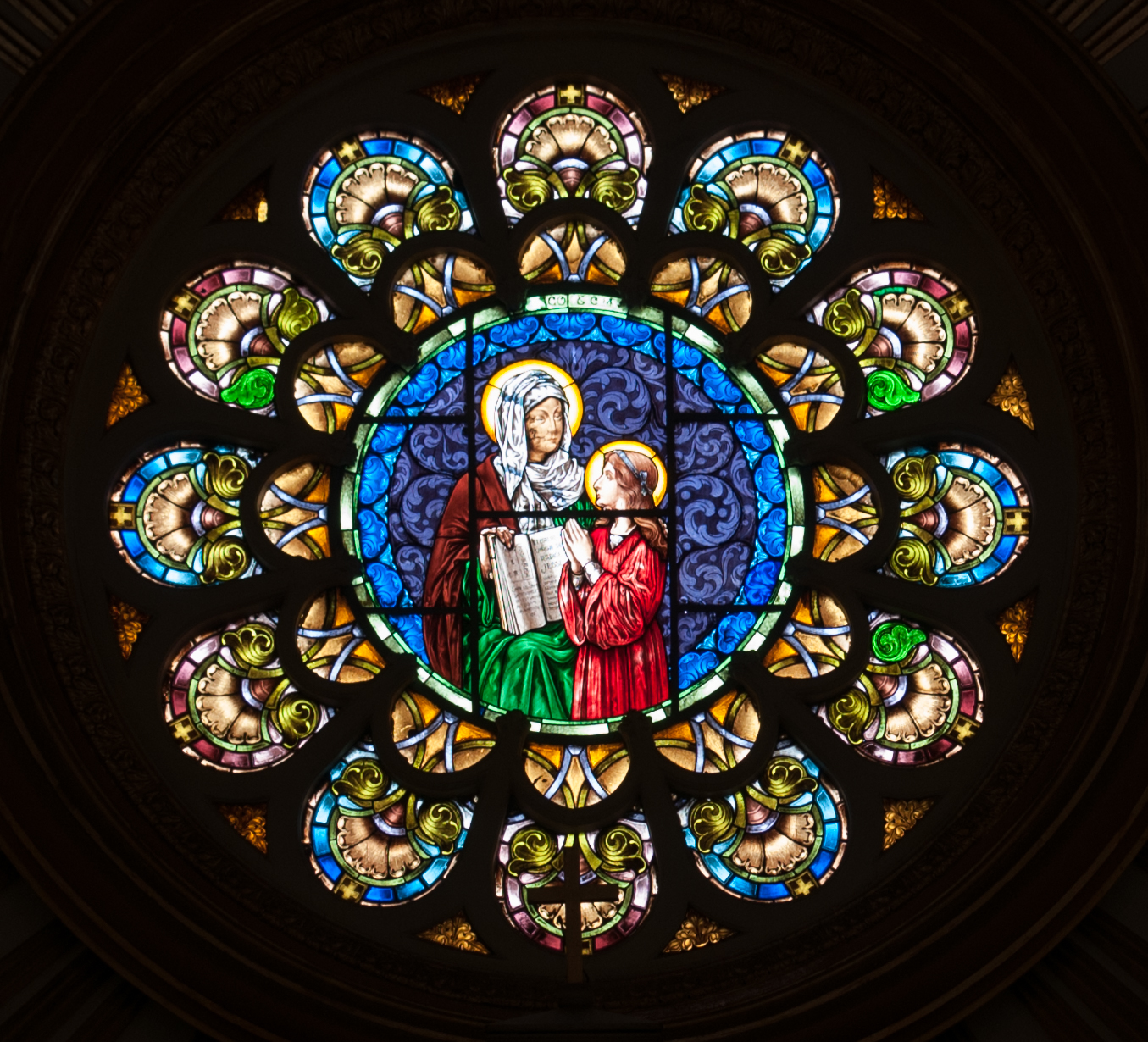
Vitral do templo.

No ano de 2020 foi elevada a Basílica Menor pelo Papa Francisco. O anúncio da concessão deste título foi feito no dia 5 de julho pelo Cardeal Odilo Pedro Scherer, Arcebispo Metropolitano de São Paulo, na Catedral da Sé. 

## Atualidade
Atualmente, a Basílica Menor de Sant’Ana é um centro ativo de evangelização e ações sociais. Além das celebrações litúrgicas regulares, como missas e novenas, a igreja promove eventos comunitários, catequese e assistência a famílias em situação de vulnerabilidade. A Basílica também é conhecida por sua programação especial durante a festa de Sant’Ana, celebrada em julho, que atrai fiéis de toda a cidade. Sua importância vai além do aspecto religioso, sendo um marco histórico e cultural para a zona norte de São Paulo.